# Ференц Герпаї
Ференц Шандор Герпаї (угор. Ferenc Sándor Herpai; нар. 8 серпня 1910, м.Будапешт — пом. 16 листопада 1994, за іншими даними: 16 квітня 1999, м.Будапешт) — угорський шаховий композитор. Автор тем у шаховій композиції. Його перша тема була опублікована у 1932 році. Загалом було опубліковано близько 240 його тем.

## Теми
Герпаї-1
|   | a | b | c | d | e | f | g | h |   |
| 8 | d8 чорна тура · h8 чорний слон · b5 чорний кінь · f5 біла тура · e4 чорний король · g4 білий слон · b3 чорний кінь · e3 білий пішак · d2 чорний пішак · e2 білий пішак · g2 білий кінь · b1 білий кінь · g1 білий слон · h1 білий король | d8 чорна тура · h8 чорний слон · b5 чорний кінь · f5 біла тура · e4 чорний король · g4 білий слон · b3 чорний кінь · e3 білий пішак · d2 чорний пішак · e2 білий пішак · g2 білий кінь · b1 білий кінь · g1 білий слон · h1 білий король | d8 чорна тура · h8 чорний слон · b5 чорний кінь · f5 біла тура · e4 чорний король · g4 білий слон · b3 чорний кінь · e3 білий пішак · d2 чорний пішак · e2 білий пішак · g2 білий кінь · b1 білий кінь · g1 білий слон · h1 білий король | d8 чорна тура · h8 чорний слон · b5 чорний кінь · f5 біла тура · e4 чорний король · g4 білий слон · b3 чорний кінь · e3 білий пішак · d2 чорний пішак · e2 білий пішак · g2 білий кінь · b1 білий кінь · g1 білий слон · h1 білий король | d8 чорна тура · h8 чорний слон · b5 чорний кінь · f5 біла тура · e4 чорний король · g4 білий слон · b3 чорний кінь · e3 білий пішак · d2 чорний пішак · e2 білий пішак · g2 білий кінь · b1 білий кінь · g1 білий слон · h1 білий король | d8 чорна тура · h8 чорний слон · b5 чорний кінь · f5 біла тура · e4 чорний король · g4 білий слон · b3 чорний кінь · e3 білий пішак · d2 чорний пішак · e2 білий пішак · g2 білий кінь · b1 білий кінь · g1 білий слон · h1 білий король | d8 чорна тура · h8 чорний слон · b5 чорний кінь · f5 біла тура · e4 чорний король · g4 білий слон · b3 чорний кінь · e3 білий пішак · d2 чорний пішак · e2 білий пішак · g2 білий кінь · b1 білий кінь · g1 білий слон · h1 білий король | d8 чорна тура · h8 чорний слон · b5 чорний кінь · f5 біла тура · e4 чорний король · g4 білий слон · b3 чорний кінь · e3 білий пішак · d2 чорний пішак · e2 білий пішак · g2 білий кінь · b1 білий кінь · g1 білий слон · h1 білий король | 8 |
| 7 | d8 чорна тура · h8 чорний слон · b5 чорний кінь · f5 біла тура · e4 чорний король · g4 білий слон · b3 чорний кінь · e3 білий пішак · d2 чорний пішак · e2 білий пішак · g2 білий кінь · b1 білий кінь · g1 білий слон · h1 білий король | d8 чорна тура · h8 чорний слон · b5 чорний кінь · f5 біла тура · e4 чорний король · g4 білий слон · b3 чорний кінь · e3 білий пішак · d2 чорний пішак · e2 білий пішак · g2 білий кінь · b1 білий кінь · g1 білий слон · h1 білий король | d8 чорна тура · h8 чорний слон · b5 чорний кінь · f5 біла тура · e4 чорний король · g4 білий слон · b3 чорний кінь · e3 білий пішак · d2 чорний пішак · e2 білий пішак · g2 білий кінь · b1 білий кінь · g1 білий слон · h1 білий король | d8 чорна тура · h8 чорний слон · b5 чорний кінь · f5 біла тура · e4 чорний король · g4 білий слон · b3 чорний кінь · e3 білий пішак · d2 чорний пішак · e2 білий пішак · g2 білий кінь · b1 білий кінь · g1 білий слон · h1 білий король | d8 чорна тура · h8 чорний слон · b5 чорний кінь · f5 біла тура · e4 чорний король · g4 білий слон · b3 чорний кінь · e3 білий пішак · d2 чорний пішак · e2 білий пішак · g2 білий кінь · b1 білий кінь · g1 білий слон · h1 білий король | d8 чорна тура · h8 чорний слон · b5 чорний кінь · f5 біла тура · e4 чорний король · g4 білий слон · b3 чорний кінь · e3 білий пішак · d2 чорний пішак · e2 білий пішак · g2 білий кінь · b1 білий кінь · g1 білий слон · h1 білий король | d8 чорна тура · h8 чорний слон · b5 чорний кінь · f5 біла тура · e4 чорний король · g4 білий слон · b3 чорний кінь · e3 білий пішак · d2 чорний пішак · e2 білий пішак · g2 білий кінь · b1 білий кінь · g1 білий слон · h1 білий король | d8 чорна тура · h8 чорний слон · b5 чорний кінь · f5 біла тура · e4 чорний король · g4 білий слон · b3 чорний кінь · e3 білий пішак · d2 чорний пішак · e2 білий пішак · g2 білий кінь · b1 білий кінь · g1 білий слон · h1 білий король | 7 |
| 6 | d8 чорна тура · h8 чорний слон · b5 чорний кінь · f5 біла тура · e4 чорний король · g4 білий слон · b3 чорний кінь · e3 білий пішак · d2 чорний пішак · e2 білий пішак · g2 білий кінь · b1 білий кінь · g1 білий слон · h1 білий король | d8 чорна тура · h8 чорний слон · b5 чорний кінь · f5 біла тура · e4 чорний король · g4 білий слон · b3 чорний кінь · e3 білий пішак · d2 чорний пішак · e2 білий пішак · g2 білий кінь · b1 білий кінь · g1 білий слон · h1 білий король | d8 чорна тура · h8 чорний слон · b5 чорний кінь · f5 біла тура · e4 чорний король · g4 білий слон · b3 чорний кінь · e3 білий пішак · d2 чорний пішак · e2 білий пішак · g2 білий кінь · b1 білий кінь · g1 білий слон · h1 білий король | d8 чорна тура · h8 чорний слон · b5 чорний кінь · f5 біла тура · e4 чорний король · g4 білий слон · b3 чорний кінь · e3 білий пішак · d2 чорний пішак · e2 білий пішак · g2 білий кінь · b1 білий кінь · g1 білий слон · h1 білий король | d8 чорна тура · h8 чорний слон · b5 чорний кінь · f5 біла тура · e4 чорний король · g4 білий слон · b3 чорний кінь · e3 білий пішак · d2 чорний пішак · e2 білий пішак · g2 білий кінь · b1 білий кінь · g1 білий слон · h1 білий король | d8 чорна тура · h8 чорний слон · b5 чорний кінь · f5 біла тура · e4 чорний король · g4 білий слон · b3 чорний кінь · e3 білий пішак · d2 чорний пішак · e2 білий пішак · g2 білий кінь · b1 білий кінь · g1 білий слон · h1 білий король | d8 чорна тура · h8 чорний слон · b5 чорний кінь · f5 біла тура · e4 чорний король · g4 білий слон · b3 чорний кінь · e3 білий пішак · d2 чорний пішак · e2 білий пішак · g2 білий кінь · b1 білий кінь · g1 білий слон · h1 білий король | d8 чорна тура · h8 чорний слон · b5 чорний кінь · f5 біла тура · e4 чорний король · g4 білий слон · b3 чорний кінь · e3 білий пішак · d2 чорний пішак · e2 білий пішак · g2 білий кінь · b1 білий кінь · g1 білий слон · h1 білий король | 6 |
| 5 | d8 чорна тура · h8 чорний слон · b5 чорний кінь · f5 біла тура · e4 чорний король · g4 білий слон · b3 чорний кінь · e3 білий пішак · d2 чорний пішак · e2 білий пішак · g2 білий кінь · b1 білий кінь · g1 білий слон · h1 білий король | d8 чорна тура · h8 чорний слон · b5 чорний кінь · f5 біла тура · e4 чорний король · g4 білий слон · b3 чорний кінь · e3 білий пішак · d2 чорний пішак · e2 білий пішак · g2 білий кінь · b1 білий кінь · g1 білий слон · h1 білий король | d8 чорна тура · h8 чорний слон · b5 чорний кінь · f5 біла тура · e4 чорний король · g4 білий слон · b3 чорний кінь · e3 білий пішак · d2 чорний пішак · e2 білий пішак · g2 білий кінь · b1 білий кінь · g1 білий слон · h1 білий король | d8 чорна тура · h8 чорний слон · b5 чорний кінь · f5 біла тура · e4 чорний король · g4 білий слон · b3 чорний кінь · e3 білий пішак · d2 чорний пішак · e2 білий пішак · g2 білий кінь · b1 білий кінь · g1 білий слон · h1 білий король | d8 чорна тура · h8 чорний слон · b5 чорний кінь · f5 біла тура · e4 чорний король · g4 білий слон · b3 чорний кінь · e3 білий пішак · d2 чорний пішак · e2 білий пішак · g2 білий кінь · b1 білий кінь · g1 білий слон · h1 білий король | d8 чорна тура · h8 чорний слон · b5 чорний кінь · f5 біла тура · e4 чорний король · g4 білий слон · b3 чорний кінь · e3 білий пішак · d2 чорний пішак · e2 білий пішак · g2 білий кінь · b1 білий кінь · g1 білий слон · h1 білий король | d8 чорна тура · h8 чорний слон · b5 чорний кінь · f5 біла тура · e4 чорний король · g4 білий слон · b3 чорний кінь · e3 білий пішак · d2 чорний пішак · e2 білий пішак · g2 білий кінь · b1 білий кінь · g1 білий слон · h1 білий король | d8 чорна тура · h8 чорний слон · b5 чорний кінь · f5 біла тура · e4 чорний король · g4 білий слон · b3 чорний кінь · e3 білий пішак · d2 чорний пішак · e2 білий пішак · g2 білий кінь · b1 білий кінь · g1 білий слон · h1 білий король | 5 |
| 4 | d8 чорна тура · h8 чорний слон · b5 чорний кінь · f5 біла тура · e4 чорний король · g4 білий слон · b3 чорний кінь · e3 білий пішак · d2 чорний пішак · e2 білий пішак · g2 білий кінь · b1 білий кінь · g1 білий слон · h1 білий король | d8 чорна тура · h8 чорний слон · b5 чорний кінь · f5 біла тура · e4 чорний король · g4 білий слон · b3 чорний кінь · e3 білий пішак · d2 чорний пішак · e2 білий пішак · g2 білий кінь · b1 білий кінь · g1 білий слон · h1 білий король | d8 чорна тура · h8 чорний слон · b5 чорний кінь · f5 біла тура · e4 чорний король · g4 білий слон · b3 чорний кінь · e3 білий пішак · d2 чорний пішак · e2 білий пішак · g2 білий кінь · b1 білий кінь · g1 білий слон · h1 білий король | d8 чорна тура · h8 чорний слон · b5 чорний кінь · f5 біла тура · e4 чорний король · g4 білий слон · b3 чорний кінь · e3 білий пішак · d2 чорний пішак · e2 білий пішак · g2 білий кінь · b1 білий кінь · g1 білий слон · h1 білий король | d8 чорна тура · h8 чорний слон · b5 чорний кінь · f5 біла тура · e4 чорний король · g4 білий слон · b3 чорний кінь · e3 білий пішак · d2 чорний пішак · e2 білий пішак · g2 білий кінь · b1 білий кінь · g1 білий слон · h1 білий король | d8 чорна тура · h8 чорний слон · b5 чорний кінь · f5 біла тура · e4 чорний король · g4 білий слон · b3 чорний кінь · e3 білий пішак · d2 чорний пішак · e2 білий пішак · g2 білий кінь · b1 білий кінь · g1 білий слон · h1 білий король | d8 чорна тура · h8 чорний слон · b5 чорний кінь · f5 біла тура · e4 чорний король · g4 білий слон · b3 чорний кінь · e3 білий пішак · d2 чорний пішак · e2 білий пішак · g2 білий кінь · b1 білий кінь · g1 білий слон · h1 білий король | d8 чорна тура · h8 чорний слон · b5 чорний кінь · f5 біла тура · e4 чорний король · g4 білий слон · b3 чорний кінь · e3 білий пішак · d2 чорний пішак · e2 білий пішак · g2 білий кінь · b1 білий кінь · g1 білий слон · h1 білий король | 4 |
| 3 | d8 чорна тура · h8 чорний слон · b5 чорний кінь · f5 біла тура · e4 чорний король · g4 білий слон · b3 чорний кінь · e3 білий пішак · d2 чорний пішак · e2 білий пішак · g2 білий кінь · b1 білий кінь · g1 білий слон · h1 білий король | d8 чорна тура · h8 чорний слон · b5 чорний кінь · f5 біла тура · e4 чорний король · g4 білий слон · b3 чорний кінь · e3 білий пішак · d2 чорний пішак · e2 білий пішак · g2 білий кінь · b1 білий кінь · g1 білий слон · h1 білий король | d8 чорна тура · h8 чорний слон · b5 чорний кінь · f5 біла тура · e4 чорний король · g4 білий слон · b3 чорний кінь · e3 білий пішак · d2 чорний пішак · e2 білий пішак · g2 білий кінь · b1 білий кінь · g1 білий слон · h1 білий король | d8 чорна тура · h8 чорний слон · b5 чорний кінь · f5 біла тура · e4 чорний король · g4 білий слон · b3 чорний кінь · e3 білий пішак · d2 чорний пішак · e2 білий пішак · g2 білий кінь · b1 білий кінь · g1 білий слон · h1 білий король | d8 чорна тура · h8 чорний слон · b5 чорний кінь · f5 біла тура · e4 чорний король · g4 білий слон · b3 чорний кінь · e3 білий пішак · d2 чорний пішак · e2 білий пішак · g2 білий кінь · b1 білий кінь · g1 білий слон · h1 білий король | d8 чорна тура · h8 чорний слон · b5 чорний кінь · f5 біла тура · e4 чорний король · g4 білий слон · b3 чорний кінь · e3 білий пішак · d2 чорний пішак · e2 білий пішак · g2 білий кінь · b1 білий кінь · g1 білий слон · h1 білий король | d8 чорна тура · h8 чорний слон · b5 чорний кінь · f5 біла тура · e4 чорний король · g4 білий слон · b3 чорний кінь · e3 білий пішак · d2 чорний пішак · e2 білий пішак · g2 білий кінь · b1 білий кінь · g1 білий слон · h1 білий король | d8 чорна тура · h8 чорний слон · b5 чорний кінь · f5 біла тура · e4 чорний король · g4 білий слон · b3 чорний кінь · e3 білий пішак · d2 чорний пішак · e2 білий пішак · g2 білий кінь · b1 білий кінь · g1 білий слон · h1 білий король | 3 |
| 2 | d8 чорна тура · h8 чорний слон · b5 чорний кінь · f5 біла тура · e4 чорний король · g4 білий слон · b3 чорний кінь · e3 білий пішак · d2 чорний пішак · e2 білий пішак · g2 білий кінь · b1 білий кінь · g1 білий слон · h1 білий король | d8 чорна тура · h8 чорний слон · b5 чорний кінь · f5 біла тура · e4 чорний король · g4 білий слон · b3 чорний кінь · e3 білий пішак · d2 чорний пішак · e2 білий пішак · g2 білий кінь · b1 білий кінь · g1 білий слон · h1 білий король | d8 чорна тура · h8 чорний слон · b5 чорний кінь · f5 біла тура · e4 чорний король · g4 білий слон · b3 чорний кінь · e3 білий пішак · d2 чорний пішак · e2 білий пішак · g2 білий кінь · b1 білий кінь · g1 білий слон · h1 білий король | d8 чорна тура · h8 чорний слон · b5 чорний кінь · f5 біла тура · e4 чорний король · g4 білий слон · b3 чорний кінь · e3 білий пішак · d2 чорний пішак · e2 білий пішак · g2 білий кінь · b1 білий кінь · g1 білий слон · h1 білий король | d8 чорна тура · h8 чорний слон · b5 чорний кінь · f5 біла тура · e4 чорний король · g4 білий слон · b3 чорний кінь · e3 білий пішак · d2 чорний пішак · e2 білий пішак · g2 білий кінь · b1 білий кінь · g1 білий слон · h1 білий король | d8 чорна тура · h8 чорний слон · b5 чорний кінь · f5 біла тура · e4 чорний король · g4 білий слон · b3 чорний кінь · e3 білий пішак · d2 чорний пішак · e2 білий пішак · g2 білий кінь · b1 білий кінь · g1 білий слон · h1 білий король | d8 чорна тура · h8 чорний слон · b5 чорний кінь · f5 біла тура · e4 чорний король · g4 білий слон · b3 чорний кінь · e3 білий пішак · d2 чорний пішак · e2 білий пішак · g2 білий кінь · b1 білий кінь · g1 білий слон · h1 білий король | d8 чорна тура · h8 чорний слон · b5 чорний кінь · f5 біла тура · e4 чорний король · g4 білий слон · b3 чорний кінь · e3 білий пішак · d2 чорний пішак · e2 білий пішак · g2 білий кінь · b1 білий кінь · g1 білий слон · h1 білий король | 2 |
| 1 | d8 чорна тура · h8 чорний слон · b5 чорний кінь · f5 біла тура · e4 чорний король · g4 білий слон · b3 чорний кінь · e3 білий пішак · d2 чорний пішак · e2 білий пішак · g2 білий кінь · b1 білий кінь · g1 білий слон · h1 білий король | d8 чорна тура · h8 чорний слон · b5 чорний кінь · f5 біла тура · e4 чорний король · g4 білий слон · b3 чорний кінь · e3 білий пішак · d2 чорний пішак · e2 білий пішак · g2 білий кінь · b1 білий кінь · g1 білий слон · h1 білий король | d8 чорна тура · h8 чорний слон · b5 чорний кінь · f5 біла тура · e4 чорний король · g4 білий слон · b3 чорний кінь · e3 білий пішак · d2 чорний пішак · e2 білий пішак · g2 білий кінь · b1 білий кінь · g1 білий слон · h1 білий король | d8 чорна тура · h8 чорний слон · b5 чорний кінь · f5 біла тура · e4 чорний король · g4 білий слон · b3 чорний кінь · e3 білий пішак · d2 чорний пішак · e2 білий пішак · g2 білий кінь · b1 білий кінь · g1 білий слон · h1 білий король | d8 чорна тура · h8 чорний слон · b5 чорний кінь · f5 біла тура · e4 чорний король · g4 білий слон · b3 чорний кінь · e3 білий пішак · d2 чорний пішак · e2 білий пішак · g2 білий кінь · b1 білий кінь · g1 білий слон · h1 білий король | d8 чорна тура · h8 чорний слон · b5 чорний кінь · f5 біла тура · e4 чорний король · g4 білий слон · b3 чорний кінь · e3 білий пішак · d2 чорний пішак · e2 білий пішак · g2 білий кінь · b1 білий кінь · g1 білий слон · h1 білий король | d8 чорна тура · h8 чорний слон · b5 чорний кінь · f5 біла тура · e4 чорний король · g4 білий слон · b3 чорний кінь · e3 білий пішак · d2 чорний пішак · e2 білий пішак · g2 білий кінь · b1 білий кінь · g1 білий слон · h1 білий король | d8 чорна тура · h8 чорний слон · b5 чорний кінь · f5 біла тура · e4 чорний король · g4 білий слон · b3 чорний кінь · e3 білий пішак · d2 чорний пішак · e2 білий пішак · g2 білий кінь · b1 білий кінь · g1 білий слон · h1 білий король | 1 |
|   | a | b | c | d | e | f | g | h |   |

1. ... S3d4 2. S:d2#
1. ... S5d4 2. Sc3#
Герпаї-2
|   | a | b | c | d | e | f | g | h |   |
| 8 | d8 білий ферзь · b7 чорний пішак · e7 білий перевернутий кінь · a6 чорний пішак · e6 чорний пішак · e5 чорний пішак · e4 чорний король · f4 чорний пішак · c3 чорний кінь · d3 чорний пішак · f3 біла тура · a2 чорний пішак · c2 біла тура · f2 чорний кінь · g2 білий король · a1 білий слон | d8 білий ферзь · b7 чорний пішак · e7 білий перевернутий кінь · a6 чорний пішак · e6 чорний пішак · e5 чорний пішак · e4 чорний король · f4 чорний пішак · c3 чорний кінь · d3 чорний пішак · f3 біла тура · a2 чорний пішак · c2 біла тура · f2 чорний кінь · g2 білий король · a1 білий слон | d8 білий ферзь · b7 чорний пішак · e7 білий перевернутий кінь · a6 чорний пішак · e6 чорний пішак · e5 чорний пішак · e4 чорний король · f4 чорний пішак · c3 чорний кінь · d3 чорний пішак · f3 біла тура · a2 чорний пішак · c2 біла тура · f2 чорний кінь · g2 білий король · a1 білий слон | d8 білий ферзь · b7 чорний пішак · e7 білий перевернутий кінь · a6 чорний пішак · e6 чорний пішак · e5 чорний пішак · e4 чорний король · f4 чорний пішак · c3 чорний кінь · d3 чорний пішак · f3 біла тура · a2 чорний пішак · c2 біла тура · f2 чорний кінь · g2 білий король · a1 білий слон | d8 білий ферзь · b7 чорний пішак · e7 білий перевернутий кінь · a6 чорний пішак · e6 чорний пішак · e5 чорний пішак · e4 чорний король · f4 чорний пішак · c3 чорний кінь · d3 чорний пішак · f3 біла тура · a2 чорний пішак · c2 біла тура · f2 чорний кінь · g2 білий король · a1 білий слон | d8 білий ферзь · b7 чорний пішак · e7 білий перевернутий кінь · a6 чорний пішак · e6 чорний пішак · e5 чорний пішак · e4 чорний король · f4 чорний пішак · c3 чорний кінь · d3 чорний пішак · f3 біла тура · a2 чорний пішак · c2 біла тура · f2 чорний кінь · g2 білий король · a1 білий слон | d8 білий ферзь · b7 чорний пішак · e7 білий перевернутий кінь · a6 чорний пішак · e6 чорний пішак · e5 чорний пішак · e4 чорний король · f4 чорний пішак · c3 чорний кінь · d3 чорний пішак · f3 біла тура · a2 чорний пішак · c2 біла тура · f2 чорний кінь · g2 білий король · a1 білий слон | d8 білий ферзь · b7 чорний пішак · e7 білий перевернутий кінь · a6 чорний пішак · e6 чорний пішак · e5 чорний пішак · e4 чорний король · f4 чорний пішак · c3 чорний кінь · d3 чорний пішак · f3 біла тура · a2 чорний пішак · c2 біла тура · f2 чорний кінь · g2 білий король · a1 білий слон | 8 |
| 7 | d8 білий ферзь · b7 чорний пішак · e7 білий перевернутий кінь · a6 чорний пішак · e6 чорний пішак · e5 чорний пішак · e4 чорний король · f4 чорний пішак · c3 чорний кінь · d3 чорний пішак · f3 біла тура · a2 чорний пішак · c2 біла тура · f2 чорний кінь · g2 білий король · a1 білий слон | d8 білий ферзь · b7 чорний пішак · e7 білий перевернутий кінь · a6 чорний пішак · e6 чорний пішак · e5 чорний пішак · e4 чорний король · f4 чорний пішак · c3 чорний кінь · d3 чорний пішак · f3 біла тура · a2 чорний пішак · c2 біла тура · f2 чорний кінь · g2 білий король · a1 білий слон | d8 білий ферзь · b7 чорний пішак · e7 білий перевернутий кінь · a6 чорний пішак · e6 чорний пішак · e5 чорний пішак · e4 чорний король · f4 чорний пішак · c3 чорний кінь · d3 чорний пішак · f3 біла тура · a2 чорний пішак · c2 біла тура · f2 чорний кінь · g2 білий король · a1 білий слон | d8 білий ферзь · b7 чорний пішак · e7 білий перевернутий кінь · a6 чорний пішак · e6 чорний пішак · e5 чорний пішак · e4 чорний король · f4 чорний пішак · c3 чорний кінь · d3 чорний пішак · f3 біла тура · a2 чорний пішак · c2 біла тура · f2 чорний кінь · g2 білий король · a1 білий слон | d8 білий ферзь · b7 чорний пішак · e7 білий перевернутий кінь · a6 чорний пішак · e6 чорний пішак · e5 чорний пішак · e4 чорний король · f4 чорний пішак · c3 чорний кінь · d3 чорний пішак · f3 біла тура · a2 чорний пішак · c2 біла тура · f2 чорний кінь · g2 білий король · a1 білий слон | d8 білий ферзь · b7 чорний пішак · e7 білий перевернутий кінь · a6 чорний пішак · e6 чорний пішак · e5 чорний пішак · e4 чорний король · f4 чорний пішак · c3 чорний кінь · d3 чорний пішак · f3 біла тура · a2 чорний пішак · c2 біла тура · f2 чорний кінь · g2 білий король · a1 білий слон | d8 білий ферзь · b7 чорний пішак · e7 білий перевернутий кінь · a6 чорний пішак · e6 чорний пішак · e5 чорний пішак · e4 чорний король · f4 чорний пішак · c3 чорний кінь · d3 чорний пішак · f3 біла тура · a2 чорний пішак · c2 біла тура · f2 чорний кінь · g2 білий король · a1 білий слон | d8 білий ферзь · b7 чорний пішак · e7 білий перевернутий кінь · a6 чорний пішак · e6 чорний пішак · e5 чорний пішак · e4 чорний король · f4 чорний пішак · c3 чорний кінь · d3 чорний пішак · f3 біла тура · a2 чорний пішак · c2 біла тура · f2 чорний кінь · g2 білий король · a1 білий слон | 7 |
| 6 | d8 білий ферзь · b7 чорний пішак · e7 білий перевернутий кінь · a6 чорний пішак · e6 чорний пішак · e5 чорний пішак · e4 чорний король · f4 чорний пішак · c3 чорний кінь · d3 чорний пішак · f3 біла тура · a2 чорний пішак · c2 біла тура · f2 чорний кінь · g2 білий король · a1 білий слон | d8 білий ферзь · b7 чорний пішак · e7 білий перевернутий кінь · a6 чорний пішак · e6 чорний пішак · e5 чорний пішак · e4 чорний король · f4 чорний пішак · c3 чорний кінь · d3 чорний пішак · f3 біла тура · a2 чорний пішак · c2 біла тура · f2 чорний кінь · g2 білий король · a1 білий слон | d8 білий ферзь · b7 чорний пішак · e7 білий перевернутий кінь · a6 чорний пішак · e6 чорний пішак · e5 чорний пішак · e4 чорний король · f4 чорний пішак · c3 чорний кінь · d3 чорний пішак · f3 біла тура · a2 чорний пішак · c2 біла тура · f2 чорний кінь · g2 білий король · a1 білий слон | d8 білий ферзь · b7 чорний пішак · e7 білий перевернутий кінь · a6 чорний пішак · e6 чорний пішак · e5 чорний пішак · e4 чорний король · f4 чорний пішак · c3 чорний кінь · d3 чорний пішак · f3 біла тура · a2 чорний пішак · c2 біла тура · f2 чорний кінь · g2 білий король · a1 білий слон | d8 білий ферзь · b7 чорний пішак · e7 білий перевернутий кінь · a6 чорний пішак · e6 чорний пішак · e5 чорний пішак · e4 чорний король · f4 чорний пішак · c3 чорний кінь · d3 чорний пішак · f3 біла тура · a2 чорний пішак · c2 біла тура · f2 чорний кінь · g2 білий король · a1 білий слон | d8 білий ферзь · b7 чорний пішак · e7 білий перевернутий кінь · a6 чорний пішак · e6 чорний пішак · e5 чорний пішак · e4 чорний король · f4 чорний пішак · c3 чорний кінь · d3 чорний пішак · f3 біла тура · a2 чорний пішак · c2 біла тура · f2 чорний кінь · g2 білий король · a1 білий слон | d8 білий ферзь · b7 чорний пішак · e7 білий перевернутий кінь · a6 чорний пішак · e6 чорний пішак · e5 чорний пішак · e4 чорний король · f4 чорний пішак · c3 чорний кінь · d3 чорний пішак · f3 біла тура · a2 чорний пішак · c2 біла тура · f2 чорний кінь · g2 білий король · a1 білий слон | d8 білий ферзь · b7 чорний пішак · e7 білий перевернутий кінь · a6 чорний пішак · e6 чорний пішак · e5 чорний пішак · e4 чорний король · f4 чорний пішак · c3 чорний кінь · d3 чорний пішак · f3 біла тура · a2 чорний пішак · c2 біла тура · f2 чорний кінь · g2 білий король · a1 білий слон | 6 |
| 5 | d8 білий ферзь · b7 чорний пішак · e7 білий перевернутий кінь · a6 чорний пішак · e6 чорний пішак · e5 чорний пішак · e4 чорний король · f4 чорний пішак · c3 чорний кінь · d3 чорний пішак · f3 біла тура · a2 чорний пішак · c2 біла тура · f2 чорний кінь · g2 білий король · a1 білий слон | d8 білий ферзь · b7 чорний пішак · e7 білий перевернутий кінь · a6 чорний пішак · e6 чорний пішак · e5 чорний пішак · e4 чорний король · f4 чорний пішак · c3 чорний кінь · d3 чорний пішак · f3 біла тура · a2 чорний пішак · c2 біла тура · f2 чорний кінь · g2 білий король · a1 білий слон | d8 білий ферзь · b7 чорний пішак · e7 білий перевернутий кінь · a6 чорний пішак · e6 чорний пішак · e5 чорний пішак · e4 чорний король · f4 чорний пішак · c3 чорний кінь · d3 чорний пішак · f3 біла тура · a2 чорний пішак · c2 біла тура · f2 чорний кінь · g2 білий король · a1 білий слон | d8 білий ферзь · b7 чорний пішак · e7 білий перевернутий кінь · a6 чорний пішак · e6 чорний пішак · e5 чорний пішак · e4 чорний король · f4 чорний пішак · c3 чорний кінь · d3 чорний пішак · f3 біла тура · a2 чорний пішак · c2 біла тура · f2 чорний кінь · g2 білий король · a1 білий слон | d8 білий ферзь · b7 чорний пішак · e7 білий перевернутий кінь · a6 чорний пішак · e6 чорний пішак · e5 чорний пішак · e4 чорний король · f4 чорний пішак · c3 чорний кінь · d3 чорний пішак · f3 біла тура · a2 чорний пішак · c2 біла тура · f2 чорний кінь · g2 білий король · a1 білий слон | d8 білий ферзь · b7 чорний пішак · e7 білий перевернутий кінь · a6 чорний пішак · e6 чорний пішак · e5 чорний пішак · e4 чорний король · f4 чорний пішак · c3 чорний кінь · d3 чорний пішак · f3 біла тура · a2 чорний пішак · c2 біла тура · f2 чорний кінь · g2 білий король · a1 білий слон | d8 білий ферзь · b7 чорний пішак · e7 білий перевернутий кінь · a6 чорний пішак · e6 чорний пішак · e5 чорний пішак · e4 чорний король · f4 чорний пішак · c3 чорний кінь · d3 чорний пішак · f3 біла тура · a2 чорний пішак · c2 біла тура · f2 чорний кінь · g2 білий король · a1 білий слон | d8 білий ферзь · b7 чорний пішак · e7 білий перевернутий кінь · a6 чорний пішак · e6 чорний пішак · e5 чорний пішак · e4 чорний король · f4 чорний пішак · c3 чорний кінь · d3 чорний пішак · f3 біла тура · a2 чорний пішак · c2 біла тура · f2 чорний кінь · g2 білий король · a1 білий слон | 5 |
| 4 | d8 білий ферзь · b7 чорний пішак · e7 білий перевернутий кінь · a6 чорний пішак · e6 чорний пішак · e5 чорний пішак · e4 чорний король · f4 чорний пішак · c3 чорний кінь · d3 чорний пішак · f3 біла тура · a2 чорний пішак · c2 біла тура · f2 чорний кінь · g2 білий король · a1 білий слон | d8 білий ферзь · b7 чорний пішак · e7 білий перевернутий кінь · a6 чорний пішак · e6 чорний пішак · e5 чорний пішак · e4 чорний король · f4 чорний пішак · c3 чорний кінь · d3 чорний пішак · f3 біла тура · a2 чорний пішак · c2 біла тура · f2 чорний кінь · g2 білий король · a1 білий слон | d8 білий ферзь · b7 чорний пішак · e7 білий перевернутий кінь · a6 чорний пішак · e6 чорний пішак · e5 чорний пішак · e4 чорний король · f4 чорний пішак · c3 чорний кінь · d3 чорний пішак · f3 біла тура · a2 чорний пішак · c2 біла тура · f2 чорний кінь · g2 білий король · a1 білий слон | d8 білий ферзь · b7 чорний пішак · e7 білий перевернутий кінь · a6 чорний пішак · e6 чорний пішак · e5 чорний пішак · e4 чорний король · f4 чорний пішак · c3 чорний кінь · d3 чорний пішак · f3 біла тура · a2 чорний пішак · c2 біла тура · f2 чорний кінь · g2 білий король · a1 білий слон | d8 білий ферзь · b7 чорний пішак · e7 білий перевернутий кінь · a6 чорний пішак · e6 чорний пішак · e5 чорний пішак · e4 чорний король · f4 чорний пішак · c3 чорний кінь · d3 чорний пішак · f3 біла тура · a2 чорний пішак · c2 біла тура · f2 чорний кінь · g2 білий король · a1 білий слон | d8 білий ферзь · b7 чорний пішак · e7 білий перевернутий кінь · a6 чорний пішак · e6 чорний пішак · e5 чорний пішак · e4 чорний король · f4 чорний пішак · c3 чорний кінь · d3 чорний пішак · f3 біла тура · a2 чорний пішак · c2 біла тура · f2 чорний кінь · g2 білий король · a1 білий слон | d8 білий ферзь · b7 чорний пішак · e7 білий перевернутий кінь · a6 чорний пішак · e6 чорний пішак · e5 чорний пішак · e4 чорний король · f4 чорний пішак · c3 чорний кінь · d3 чорний пішак · f3 біла тура · a2 чорний пішак · c2 біла тура · f2 чорний кінь · g2 білий король · a1 білий слон | d8 білий ферзь · b7 чорний пішак · e7 білий перевернутий кінь · a6 чорний пішак · e6 чорний пішак · e5 чорний пішак · e4 чорний король · f4 чорний пішак · c3 чорний кінь · d3 чорний пішак · f3 біла тура · a2 чорний пішак · c2 біла тура · f2 чорний кінь · g2 білий король · a1 білий слон | 4 |
| 3 | d8 білий ферзь · b7 чорний пішак · e7 білий перевернутий кінь · a6 чорний пішак · e6 чорний пішак · e5 чорний пішак · e4 чорний король · f4 чорний пішак · c3 чорний кінь · d3 чорний пішак · f3 біла тура · a2 чорний пішак · c2 біла тура · f2 чорний кінь · g2 білий король · a1 білий слон | d8 білий ферзь · b7 чорний пішак · e7 білий перевернутий кінь · a6 чорний пішак · e6 чорний пішак · e5 чорний пішак · e4 чорний король · f4 чорний пішак · c3 чорний кінь · d3 чорний пішак · f3 біла тура · a2 чорний пішак · c2 біла тура · f2 чорний кінь · g2 білий король · a1 білий слон | d8 білий ферзь · b7 чорний пішак · e7 білий перевернутий кінь · a6 чорний пішак · e6 чорний пішак · e5 чорний пішак · e4 чорний король · f4 чорний пішак · c3 чорний кінь · d3 чорний пішак · f3 біла тура · a2 чорний пішак · c2 біла тура · f2 чорний кінь · g2 білий король · a1 білий слон | d8 білий ферзь · b7 чорний пішак · e7 білий перевернутий кінь · a6 чорний пішак · e6 чорний пішак · e5 чорний пішак · e4 чорний король · f4 чорний пішак · c3 чорний кінь · d3 чорний пішак · f3 біла тура · a2 чорний пішак · c2 біла тура · f2 чорний кінь · g2 білий король · a1 білий слон | d8 білий ферзь · b7 чорний пішак · e7 білий перевернутий кінь · a6 чорний пішак · e6 чорний пішак · e5 чорний пішак · e4 чорний король · f4 чорний пішак · c3 чорний кінь · d3 чорний пішак · f3 біла тура · a2 чорний пішак · c2 біла тура · f2 чорний кінь · g2 білий король · a1 білий слон | d8 білий ферзь · b7 чорний пішак · e7 білий перевернутий кінь · a6 чорний пішак · e6 чорний пішак · e5 чорний пішак · e4 чорний король · f4 чорний пішак · c3 чорний кінь · d3 чорний пішак · f3 біла тура · a2 чорний пішак · c2 біла тура · f2 чорний кінь · g2 білий король · a1 білий слон | d8 білий ферзь · b7 чорний пішак · e7 білий перевернутий кінь · a6 чорний пішак · e6 чорний пішак · e5 чорний пішак · e4 чорний король · f4 чорний пішак · c3 чорний кінь · d3 чорний пішак · f3 біла тура · a2 чорний пішак · c2 біла тура · f2 чорний кінь · g2 білий король · a1 білий слон | d8 білий ферзь · b7 чорний пішак · e7 білий перевернутий кінь · a6 чорний пішак · e6 чорний пішак · e5 чорний пішак · e4 чорний король · f4 чорний пішак · c3 чорний кінь · d3 чорний пішак · f3 біла тура · a2 чорний пішак · c2 біла тура · f2 чорний кінь · g2 білий король · a1 білий слон | 3 |
| 2 | d8 білий ферзь · b7 чорний пішак · e7 білий перевернутий кінь · a6 чорний пішак · e6 чорний пішак · e5 чорний пішак · e4 чорний король · f4 чорний пішак · c3 чорний кінь · d3 чорний пішак · f3 біла тура · a2 чорний пішак · c2 біла тура · f2 чорний кінь · g2 білий король · a1 білий слон | d8 білий ферзь · b7 чорний пішак · e7 білий перевернутий кінь · a6 чорний пішак · e6 чорний пішак · e5 чорний пішак · e4 чорний король · f4 чорний пішак · c3 чорний кінь · d3 чорний пішак · f3 біла тура · a2 чорний пішак · c2 біла тура · f2 чорний кінь · g2 білий король · a1 білий слон | d8 білий ферзь · b7 чорний пішак · e7 білий перевернутий кінь · a6 чорний пішак · e6 чорний пішак · e5 чорний пішак · e4 чорний король · f4 чорний пішак · c3 чорний кінь · d3 чорний пішак · f3 біла тура · a2 чорний пішак · c2 біла тура · f2 чорний кінь · g2 білий король · a1 білий слон | d8 білий ферзь · b7 чорний пішак · e7 білий перевернутий кінь · a6 чорний пішак · e6 чорний пішак · e5 чорний пішак · e4 чорний король · f4 чорний пішак · c3 чорний кінь · d3 чорний пішак · f3 біла тура · a2 чорний пішак · c2 біла тура · f2 чорний кінь · g2 білий король · a1 білий слон | d8 білий ферзь · b7 чорний пішак · e7 білий перевернутий кінь · a6 чорний пішак · e6 чорний пішак · e5 чорний пішак · e4 чорний король · f4 чорний пішак · c3 чорний кінь · d3 чорний пішак · f3 біла тура · a2 чорний пішак · c2 біла тура · f2 чорний кінь · g2 білий король · a1 білий слон | d8 білий ферзь · b7 чорний пішак · e7 білий перевернутий кінь · a6 чорний пішак · e6 чорний пішак · e5 чорний пішак · e4 чорний король · f4 чорний пішак · c3 чорний кінь · d3 чорний пішак · f3 біла тура · a2 чорний пішак · c2 біла тура · f2 чорний кінь · g2 білий король · a1 білий слон | d8 білий ферзь · b7 чорний пішак · e7 білий перевернутий кінь · a6 чорний пішак · e6 чорний пішак · e5 чорний пішак · e4 чорний король · f4 чорний пішак · c3 чорний кінь · d3 чорний пішак · f3 біла тура · a2 чорний пішак · c2 біла тура · f2 чорний кінь · g2 білий король · a1 білий слон | d8 білий ферзь · b7 чорний пішак · e7 білий перевернутий кінь · a6 чорний пішак · e6 чорний пішак · e5 чорний пішак · e4 чорний король · f4 чорний пішак · c3 чорний кінь · d3 чорний пішак · f3 біла тура · a2 чорний пішак · c2 біла тура · f2 чорний кінь · g2 білий король · a1 білий слон | 2 |
| 1 | d8 білий ферзь · b7 чорний пішак · e7 білий перевернутий кінь · a6 чорний пішак · e6 чорний пішак · e5 чорний пішак · e4 чорний король · f4 чорний пішак · c3 чорний кінь · d3 чорний пішак · f3 біла тура · a2 чорний пішак · c2 біла тура · f2 чорний кінь · g2 білий король · a1 білий слон | d8 білий ферзь · b7 чорний пішак · e7 білий перевернутий кінь · a6 чорний пішак · e6 чорний пішак · e5 чорний пішак · e4 чорний король · f4 чорний пішак · c3 чорний кінь · d3 чорний пішак · f3 біла тура · a2 чорний пішак · c2 біла тура · f2 чорний кінь · g2 білий король · a1 білий слон | d8 білий ферзь · b7 чорний пішак · e7 білий перевернутий кінь · a6 чорний пішак · e6 чорний пішак · e5 чорний пішак · e4 чорний король · f4 чорний пішак · c3 чорний кінь · d3 чорний пішак · f3 біла тура · a2 чорний пішак · c2 біла тура · f2 чорний кінь · g2 білий король · a1 білий слон | d8 білий ферзь · b7 чорний пішак · e7 білий перевернутий кінь · a6 чорний пішак · e6 чорний пішак · e5 чорний пішак · e4 чорний король · f4 чорний пішак · c3 чорний кінь · d3 чорний пішак · f3 біла тура · a2 чорний пішак · c2 біла тура · f2 чорний кінь · g2 білий король · a1 білий слон | d8 білий ферзь · b7 чорний пішак · e7 білий перевернутий кінь · a6 чорний пішак · e6 чорний пішак · e5 чорний пішак · e4 чорний король · f4 чорний пішак · c3 чорний кінь · d3 чорний пішак · f3 біла тура · a2 чорний пішак · c2 біла тура · f2 чорний кінь · g2 білий король · a1 білий слон | d8 білий ферзь · b7 чорний пішак · e7 білий перевернутий кінь · a6 чорний пішак · e6 чорний пішак · e5 чорний пішак · e4 чорний король · f4 чорний пішак · c3 чорний кінь · d3 чорний пішак · f3 біла тура · a2 чорний пішак · c2 біла тура · f2 чорний кінь · g2 білий король · a1 білий слон | d8 білий ферзь · b7 чорний пішак · e7 білий перевернутий кінь · a6 чорний пішак · e6 чорний пішак · e5 чорний пішак · e4 чорний король · f4 чорний пішак · c3 чорний кінь · d3 чорний пішак · f3 біла тура · a2 чорний пішак · c2 біла тура · f2 чорний кінь · g2 білий король · a1 білий слон | d8 білий ферзь · b7 чорний пішак · e7 білий перевернутий кінь · a6 чорний пішак · e6 чорний пішак · e5 чорний пішак · e4 чорний король · f4 чорний пішак · c3 чорний кінь · d3 чорний пішак · f3 біла тура · a2 чорний пішак · c2 біла тура · f2 чорний кінь · g2 білий король · a1 білий слон | 1 |
|   | a | b | c | d | e | f | g | h |   |

1. ... Sd5 2. Tc4#
1. ... Sb5 2. De1#
1. ... Se2 2. D:e5#
|   | a | b | c | d | e | f | g | h |   |
| 8 | f7 білий пішак · h7 білий король · f5 білий слон · g5 білий слон · h5 білий ферзь · a4 чорна тура · b4 чорний кінь · c4 чорний слон · d4 білий кінь · f4 чорний слон · c3 білий пішак · e3 чорний король · b2 біла тура · d2 білий кінь · f2 чорний пішак · d1 чорна тура · e1 чорний кінь · f1 чорний ферзь | f7 білий пішак · h7 білий король · f5 білий слон · g5 білий слон · h5 білий ферзь · a4 чорна тура · b4 чорний кінь · c4 чорний слон · d4 білий кінь · f4 чорний слон · c3 білий пішак · e3 чорний король · b2 біла тура · d2 білий кінь · f2 чорний пішак · d1 чорна тура · e1 чорний кінь · f1 чорний ферзь | f7 білий пішак · h7 білий король · f5 білий слон · g5 білий слон · h5 білий ферзь · a4 чорна тура · b4 чорний кінь · c4 чорний слон · d4 білий кінь · f4 чорний слон · c3 білий пішак · e3 чорний король · b2 біла тура · d2 білий кінь · f2 чорний пішак · d1 чорна тура · e1 чорний кінь · f1 чорний ферзь | f7 білий пішак · h7 білий король · f5 білий слон · g5 білий слон · h5 білий ферзь · a4 чорна тура · b4 чорний кінь · c4 чорний слон · d4 білий кінь · f4 чорний слон · c3 білий пішак · e3 чорний король · b2 біла тура · d2 білий кінь · f2 чорний пішак · d1 чорна тура · e1 чорний кінь · f1 чорний ферзь | f7 білий пішак · h7 білий король · f5 білий слон · g5 білий слон · h5 білий ферзь · a4 чорна тура · b4 чорний кінь · c4 чорний слон · d4 білий кінь · f4 чорний слон · c3 білий пішак · e3 чорний король · b2 біла тура · d2 білий кінь · f2 чорний пішак · d1 чорна тура · e1 чорний кінь · f1 чорний ферзь | f7 білий пішак · h7 білий король · f5 білий слон · g5 білий слон · h5 білий ферзь · a4 чорна тура · b4 чорний кінь · c4 чорний слон · d4 білий кінь · f4 чорний слон · c3 білий пішак · e3 чорний король · b2 біла тура · d2 білий кінь · f2 чорний пішак · d1 чорна тура · e1 чорний кінь · f1 чорний ферзь | f7 білий пішак · h7 білий король · f5 білий слон · g5 білий слон · h5 білий ферзь · a4 чорна тура · b4 чорний кінь · c4 чорний слон · d4 білий кінь · f4 чорний слон · c3 білий пішак · e3 чорний король · b2 біла тура · d2 білий кінь · f2 чорний пішак · d1 чорна тура · e1 чорний кінь · f1 чорний ферзь | f7 білий пішак · h7 білий король · f5 білий слон · g5 білий слон · h5 білий ферзь · a4 чорна тура · b4 чорний кінь · c4 чорний слон · d4 білий кінь · f4 чорний слон · c3 білий пішак · e3 чорний король · b2 біла тура · d2 білий кінь · f2 чорний пішак · d1 чорна тура · e1 чорний кінь · f1 чорний ферзь | 8 |
| 7 | f7 білий пішак · h7 білий король · f5 білий слон · g5 білий слон · h5 білий ферзь · a4 чорна тура · b4 чорний кінь · c4 чорний слон · d4 білий кінь · f4 чорний слон · c3 білий пішак · e3 чорний король · b2 біла тура · d2 білий кінь · f2 чорний пішак · d1 чорна тура · e1 чорний кінь · f1 чорний ферзь | f7 білий пішак · h7 білий король · f5 білий слон · g5 білий слон · h5 білий ферзь · a4 чорна тура · b4 чорний кінь · c4 чорний слон · d4 білий кінь · f4 чорний слон · c3 білий пішак · e3 чорний король · b2 біла тура · d2 білий кінь · f2 чорний пішак · d1 чорна тура · e1 чорний кінь · f1 чорний ферзь | f7 білий пішак · h7 білий король · f5 білий слон · g5 білий слон · h5 білий ферзь · a4 чорна тура · b4 чорний кінь · c4 чорний слон · d4 білий кінь · f4 чорний слон · c3 білий пішак · e3 чорний король · b2 біла тура · d2 білий кінь · f2 чорний пішак · d1 чорна тура · e1 чорний кінь · f1 чорний ферзь | f7 білий пішак · h7 білий король · f5 білий слон · g5 білий слон · h5 білий ферзь · a4 чорна тура · b4 чорний кінь · c4 чорний слон · d4 білий кінь · f4 чорний слон · c3 білий пішак · e3 чорний король · b2 біла тура · d2 білий кінь · f2 чорний пішак · d1 чорна тура · e1 чорний кінь · f1 чорний ферзь | f7 білий пішак · h7 білий король · f5 білий слон · g5 білий слон · h5 білий ферзь · a4 чорна тура · b4 чорний кінь · c4 чорний слон · d4 білий кінь · f4 чорний слон · c3 білий пішак · e3 чорний король · b2 біла тура · d2 білий кінь · f2 чорний пішак · d1 чорна тура · e1 чорний кінь · f1 чорний ферзь | f7 білий пішак · h7 білий король · f5 білий слон · g5 білий слон · h5 білий ферзь · a4 чорна тура · b4 чорний кінь · c4 чорний слон · d4 білий кінь · f4 чорний слон · c3 білий пішак · e3 чорний король · b2 біла тура · d2 білий кінь · f2 чорний пішак · d1 чорна тура · e1 чорний кінь · f1 чорний ферзь | f7 білий пішак · h7 білий король · f5 білий слон · g5 білий слон · h5 білий ферзь · a4 чорна тура · b4 чорний кінь · c4 чорний слон · d4 білий кінь · f4 чорний слон · c3 білий пішак · e3 чорний король · b2 біла тура · d2 білий кінь · f2 чорний пішак · d1 чорна тура · e1 чорний кінь · f1 чорний ферзь | f7 білий пішак · h7 білий король · f5 білий слон · g5 білий слон · h5 білий ферзь · a4 чорна тура · b4 чорний кінь · c4 чорний слон · d4 білий кінь · f4 чорний слон · c3 білий пішак · e3 чорний король · b2 біла тура · d2 білий кінь · f2 чорний пішак · d1 чорна тура · e1 чорний кінь · f1 чорний ферзь | 7 |
| 6 | f7 білий пішак · h7 білий король · f5 білий слон · g5 білий слон · h5 білий ферзь · a4 чорна тура · b4 чорний кінь · c4 чорний слон · d4 білий кінь · f4 чорний слон · c3 білий пішак · e3 чорний король · b2 біла тура · d2 білий кінь · f2 чорний пішак · d1 чорна тура · e1 чорний кінь · f1 чорний ферзь | f7 білий пішак · h7 білий король · f5 білий слон · g5 білий слон · h5 білий ферзь · a4 чорна тура · b4 чорний кінь · c4 чорний слон · d4 білий кінь · f4 чорний слон · c3 білий пішак · e3 чорний король · b2 біла тура · d2 білий кінь · f2 чорний пішак · d1 чорна тура · e1 чорний кінь · f1 чорний ферзь | f7 білий пішак · h7 білий король · f5 білий слон · g5 білий слон · h5 білий ферзь · a4 чорна тура · b4 чорний кінь · c4 чорний слон · d4 білий кінь · f4 чорний слон · c3 білий пішак · e3 чорний король · b2 біла тура · d2 білий кінь · f2 чорний пішак · d1 чорна тура · e1 чорний кінь · f1 чорний ферзь | f7 білий пішак · h7 білий король · f5 білий слон · g5 білий слон · h5 білий ферзь · a4 чорна тура · b4 чорний кінь · c4 чорний слон · d4 білий кінь · f4 чорний слон · c3 білий пішак · e3 чорний король · b2 біла тура · d2 білий кінь · f2 чорний пішак · d1 чорна тура · e1 чорний кінь · f1 чорний ферзь | f7 білий пішак · h7 білий король · f5 білий слон · g5 білий слон · h5 білий ферзь · a4 чорна тура · b4 чорний кінь · c4 чорний слон · d4 білий кінь · f4 чорний слон · c3 білий пішак · e3 чорний король · b2 біла тура · d2 білий кінь · f2 чорний пішак · d1 чорна тура · e1 чорний кінь · f1 чорний ферзь | f7 білий пішак · h7 білий король · f5 білий слон · g5 білий слон · h5 білий ферзь · a4 чорна тура · b4 чорний кінь · c4 чорний слон · d4 білий кінь · f4 чорний слон · c3 білий пішак · e3 чорний король · b2 біла тура · d2 білий кінь · f2 чорний пішак · d1 чорна тура · e1 чорний кінь · f1 чорний ферзь | f7 білий пішак · h7 білий король · f5 білий слон · g5 білий слон · h5 білий ферзь · a4 чорна тура · b4 чорний кінь · c4 чорний слон · d4 білий кінь · f4 чорний слон · c3 білий пішак · e3 чорний король · b2 біла тура · d2 білий кінь · f2 чорний пішак · d1 чорна тура · e1 чорний кінь · f1 чорний ферзь | f7 білий пішак · h7 білий король · f5 білий слон · g5 білий слон · h5 білий ферзь · a4 чорна тура · b4 чорний кінь · c4 чорний слон · d4 білий кінь · f4 чорний слон · c3 білий пішак · e3 чорний король · b2 біла тура · d2 білий кінь · f2 чорний пішак · d1 чорна тура · e1 чорний кінь · f1 чорний ферзь | 6 |
| 5 | f7 білий пішак · h7 білий король · f5 білий слон · g5 білий слон · h5 білий ферзь · a4 чорна тура · b4 чорний кінь · c4 чорний слон · d4 білий кінь · f4 чорний слон · c3 білий пішак · e3 чорний король · b2 біла тура · d2 білий кінь · f2 чорний пішак · d1 чорна тура · e1 чорний кінь · f1 чорний ферзь | f7 білий пішак · h7 білий король · f5 білий слон · g5 білий слон · h5 білий ферзь · a4 чорна тура · b4 чорний кінь · c4 чорний слон · d4 білий кінь · f4 чорний слон · c3 білий пішак · e3 чорний король · b2 біла тура · d2 білий кінь · f2 чорний пішак · d1 чорна тура · e1 чорний кінь · f1 чорний ферзь | f7 білий пішак · h7 білий король · f5 білий слон · g5 білий слон · h5 білий ферзь · a4 чорна тура · b4 чорний кінь · c4 чорний слон · d4 білий кінь · f4 чорний слон · c3 білий пішак · e3 чорний король · b2 біла тура · d2 білий кінь · f2 чорний пішак · d1 чорна тура · e1 чорний кінь · f1 чорний ферзь | f7 білий пішак · h7 білий король · f5 білий слон · g5 білий слон · h5 білий ферзь · a4 чорна тура · b4 чорний кінь · c4 чорний слон · d4 білий кінь · f4 чорний слон · c3 білий пішак · e3 чорний король · b2 біла тура · d2 білий кінь · f2 чорний пішак · d1 чорна тура · e1 чорний кінь · f1 чорний ферзь | f7 білий пішак · h7 білий король · f5 білий слон · g5 білий слон · h5 білий ферзь · a4 чорна тура · b4 чорний кінь · c4 чорний слон · d4 білий кінь · f4 чорний слон · c3 білий пішак · e3 чорний король · b2 біла тура · d2 білий кінь · f2 чорний пішак · d1 чорна тура · e1 чорний кінь · f1 чорний ферзь | f7 білий пішак · h7 білий король · f5 білий слон · g5 білий слон · h5 білий ферзь · a4 чорна тура · b4 чорний кінь · c4 чорний слон · d4 білий кінь · f4 чорний слон · c3 білий пішак · e3 чорний король · b2 біла тура · d2 білий кінь · f2 чорний пішак · d1 чорна тура · e1 чорний кінь · f1 чорний ферзь | f7 білий пішак · h7 білий король · f5 білий слон · g5 білий слон · h5 білий ферзь · a4 чорна тура · b4 чорний кінь · c4 чорний слон · d4 білий кінь · f4 чорний слон · c3 білий пішак · e3 чорний король · b2 біла тура · d2 білий кінь · f2 чорний пішак · d1 чорна тура · e1 чорний кінь · f1 чорний ферзь | f7 білий пішак · h7 білий король · f5 білий слон · g5 білий слон · h5 білий ферзь · a4 чорна тура · b4 чорний кінь · c4 чорний слон · d4 білий кінь · f4 чорний слон · c3 білий пішак · e3 чорний король · b2 біла тура · d2 білий кінь · f2 чорний пішак · d1 чорна тура · e1 чорний кінь · f1 чорний ферзь | 5 |
| 4 | f7 білий пішак · h7 білий король · f5 білий слон · g5 білий слон · h5 білий ферзь · a4 чорна тура · b4 чорний кінь · c4 чорний слон · d4 білий кінь · f4 чорний слон · c3 білий пішак · e3 чорний король · b2 біла тура · d2 білий кінь · f2 чорний пішак · d1 чорна тура · e1 чорний кінь · f1 чорний ферзь | f7 білий пішак · h7 білий король · f5 білий слон · g5 білий слон · h5 білий ферзь · a4 чорна тура · b4 чорний кінь · c4 чорний слон · d4 білий кінь · f4 чорний слон · c3 білий пішак · e3 чорний король · b2 біла тура · d2 білий кінь · f2 чорний пішак · d1 чорна тура · e1 чорний кінь · f1 чорний ферзь | f7 білий пішак · h7 білий король · f5 білий слон · g5 білий слон · h5 білий ферзь · a4 чорна тура · b4 чорний кінь · c4 чорний слон · d4 білий кінь · f4 чорний слон · c3 білий пішак · e3 чорний король · b2 біла тура · d2 білий кінь · f2 чорний пішак · d1 чорна тура · e1 чорний кінь · f1 чорний ферзь | f7 білий пішак · h7 білий король · f5 білий слон · g5 білий слон · h5 білий ферзь · a4 чорна тура · b4 чорний кінь · c4 чорний слон · d4 білий кінь · f4 чорний слон · c3 білий пішак · e3 чорний король · b2 біла тура · d2 білий кінь · f2 чорний пішак · d1 чорна тура · e1 чорний кінь · f1 чорний ферзь | f7 білий пішак · h7 білий король · f5 білий слон · g5 білий слон · h5 білий ферзь · a4 чорна тура · b4 чорний кінь · c4 чорний слон · d4 білий кінь · f4 чорний слон · c3 білий пішак · e3 чорний король · b2 біла тура · d2 білий кінь · f2 чорний пішак · d1 чорна тура · e1 чорний кінь · f1 чорний ферзь | f7 білий пішак · h7 білий король · f5 білий слон · g5 білий слон · h5 білий ферзь · a4 чорна тура · b4 чорний кінь · c4 чорний слон · d4 білий кінь · f4 чорний слон · c3 білий пішак · e3 чорний король · b2 біла тура · d2 білий кінь · f2 чорний пішак · d1 чорна тура · e1 чорний кінь · f1 чорний ферзь | f7 білий пішак · h7 білий король · f5 білий слон · g5 білий слон · h5 білий ферзь · a4 чорна тура · b4 чорний кінь · c4 чорний слон · d4 білий кінь · f4 чорний слон · c3 білий пішак · e3 чорний король · b2 біла тура · d2 білий кінь · f2 чорний пішак · d1 чорна тура · e1 чорний кінь · f1 чорний ферзь | f7 білий пішак · h7 білий король · f5 білий слон · g5 білий слон · h5 білий ферзь · a4 чорна тура · b4 чорний кінь · c4 чорний слон · d4 білий кінь · f4 чорний слон · c3 білий пішак · e3 чорний король · b2 біла тура · d2 білий кінь · f2 чорний пішак · d1 чорна тура · e1 чорний кінь · f1 чорний ферзь | 4 |
| 3 | f7 білий пішак · h7 білий король · f5 білий слон · g5 білий слон · h5 білий ферзь · a4 чорна тура · b4 чорний кінь · c4 чорний слон · d4 білий кінь · f4 чорний слон · c3 білий пішак · e3 чорний король · b2 біла тура · d2 білий кінь · f2 чорний пішак · d1 чорна тура · e1 чорний кінь · f1 чорний ферзь | f7 білий пішак · h7 білий король · f5 білий слон · g5 білий слон · h5 білий ферзь · a4 чорна тура · b4 чорний кінь · c4 чорний слон · d4 білий кінь · f4 чорний слон · c3 білий пішак · e3 чорний король · b2 біла тура · d2 білий кінь · f2 чорний пішак · d1 чорна тура · e1 чорний кінь · f1 чорний ферзь | f7 білий пішак · h7 білий король · f5 білий слон · g5 білий слон · h5 білий ферзь · a4 чорна тура · b4 чорний кінь · c4 чорний слон · d4 білий кінь · f4 чорний слон · c3 білий пішак · e3 чорний король · b2 біла тура · d2 білий кінь · f2 чорний пішак · d1 чорна тура · e1 чорний кінь · f1 чорний ферзь | f7 білий пішак · h7 білий король · f5 білий слон · g5 білий слон · h5 білий ферзь · a4 чорна тура · b4 чорний кінь · c4 чорний слон · d4 білий кінь · f4 чорний слон · c3 білий пішак · e3 чорний король · b2 біла тура · d2 білий кінь · f2 чорний пішак · d1 чорна тура · e1 чорний кінь · f1 чорний ферзь | f7 білий пішак · h7 білий король · f5 білий слон · g5 білий слон · h5 білий ферзь · a4 чорна тура · b4 чорний кінь · c4 чорний слон · d4 білий кінь · f4 чорний слон · c3 білий пішак · e3 чорний король · b2 біла тура · d2 білий кінь · f2 чорний пішак · d1 чорна тура · e1 чорний кінь · f1 чорний ферзь | f7 білий пішак · h7 білий король · f5 білий слон · g5 білий слон · h5 білий ферзь · a4 чорна тура · b4 чорний кінь · c4 чорний слон · d4 білий кінь · f4 чорний слон · c3 білий пішак · e3 чорний король · b2 біла тура · d2 білий кінь · f2 чорний пішак · d1 чорна тура · e1 чорний кінь · f1 чорний ферзь | f7 білий пішак · h7 білий король · f5 білий слон · g5 білий слон · h5 білий ферзь · a4 чорна тура · b4 чорний кінь · c4 чорний слон · d4 білий кінь · f4 чорний слон · c3 білий пішак · e3 чорний король · b2 біла тура · d2 білий кінь · f2 чорний пішак · d1 чорна тура · e1 чорний кінь · f1 чорний ферзь | f7 білий пішак · h7 білий король · f5 білий слон · g5 білий слон · h5 білий ферзь · a4 чорна тура · b4 чорний кінь · c4 чорний слон · d4 білий кінь · f4 чорний слон · c3 білий пішак · e3 чорний король · b2 біла тура · d2 білий кінь · f2 чорний пішак · d1 чорна тура · e1 чорний кінь · f1 чорний ферзь | 3 |
| 2 | f7 білий пішак · h7 білий король · f5 білий слон · g5 білий слон · h5 білий ферзь · a4 чорна тура · b4 чорний кінь · c4 чорний слон · d4 білий кінь · f4 чорний слон · c3 білий пішак · e3 чорний король · b2 біла тура · d2 білий кінь · f2 чорний пішак · d1 чорна тура · e1 чорний кінь · f1 чорний ферзь | f7 білий пішак · h7 білий король · f5 білий слон · g5 білий слон · h5 білий ферзь · a4 чорна тура · b4 чорний кінь · c4 чорний слон · d4 білий кінь · f4 чорний слон · c3 білий пішак · e3 чорний король · b2 біла тура · d2 білий кінь · f2 чорний пішак · d1 чорна тура · e1 чорний кінь · f1 чорний ферзь | f7 білий пішак · h7 білий король · f5 білий слон · g5 білий слон · h5 білий ферзь · a4 чорна тура · b4 чорний кінь · c4 чорний слон · d4 білий кінь · f4 чорний слон · c3 білий пішак · e3 чорний король · b2 біла тура · d2 білий кінь · f2 чорний пішак · d1 чорна тура · e1 чорний кінь · f1 чорний ферзь | f7 білий пішак · h7 білий король · f5 білий слон · g5 білий слон · h5 білий ферзь · a4 чорна тура · b4 чорний кінь · c4 чорний слон · d4 білий кінь · f4 чорний слон · c3 білий пішак · e3 чорний король · b2 біла тура · d2 білий кінь · f2 чорний пішак · d1 чорна тура · e1 чорний кінь · f1 чорний ферзь | f7 білий пішак · h7 білий король · f5 білий слон · g5 білий слон · h5 білий ферзь · a4 чорна тура · b4 чорний кінь · c4 чорний слон · d4 білий кінь · f4 чорний слон · c3 білий пішак · e3 чорний король · b2 біла тура · d2 білий кінь · f2 чорний пішак · d1 чорна тура · e1 чорний кінь · f1 чорний ферзь | f7 білий пішак · h7 білий король · f5 білий слон · g5 білий слон · h5 білий ферзь · a4 чорна тура · b4 чорний кінь · c4 чорний слон · d4 білий кінь · f4 чорний слон · c3 білий пішак · e3 чорний король · b2 біла тура · d2 білий кінь · f2 чорний пішак · d1 чорна тура · e1 чорний кінь · f1 чорний ферзь | f7 білий пішак · h7 білий король · f5 білий слон · g5 білий слон · h5 білий ферзь · a4 чорна тура · b4 чорний кінь · c4 чорний слон · d4 білий кінь · f4 чорний слон · c3 білий пішак · e3 чорний король · b2 біла тура · d2 білий кінь · f2 чорний пішак · d1 чорна тура · e1 чорний кінь · f1 чорний ферзь | f7 білий пішак · h7 білий король · f5 білий слон · g5 білий слон · h5 білий ферзь · a4 чорна тура · b4 чорний кінь · c4 чорний слон · d4 білий кінь · f4 чорний слон · c3 білий пішак · e3 чорний король · b2 біла тура · d2 білий кінь · f2 чорний пішак · d1 чорна тура · e1 чорний кінь · f1 чорний ферзь | 2 |
| 1 | f7 білий пішак · h7 білий король · f5 білий слон · g5 білий слон · h5 білий ферзь · a4 чорна тура · b4 чорний кінь · c4 чорний слон · d4 білий кінь · f4 чорний слон · c3 білий пішак · e3 чорний король · b2 біла тура · d2 білий кінь · f2 чорний пішак · d1 чорна тура · e1 чорний кінь · f1 чорний ферзь | f7 білий пішак · h7 білий король · f5 білий слон · g5 білий слон · h5 білий ферзь · a4 чорна тура · b4 чорний кінь · c4 чорний слон · d4 білий кінь · f4 чорний слон · c3 білий пішак · e3 чорний король · b2 біла тура · d2 білий кінь · f2 чорний пішак · d1 чорна тура · e1 чорний кінь · f1 чорний ферзь | f7 білий пішак · h7 білий король · f5 білий слон · g5 білий слон · h5 білий ферзь · a4 чорна тура · b4 чорний кінь · c4 чорний слон · d4 білий кінь · f4 чорний слон · c3 білий пішак · e3 чорний король · b2 біла тура · d2 білий кінь · f2 чорний пішак · d1 чорна тура · e1 чорний кінь · f1 чорний ферзь | f7 білий пішак · h7 білий король · f5 білий слон · g5 білий слон · h5 білий ферзь · a4 чорна тура · b4 чорний кінь · c4 чорний слон · d4 білий кінь · f4 чорний слон · c3 білий пішак · e3 чорний король · b2 біла тура · d2 білий кінь · f2 чорний пішак · d1 чорна тура · e1 чорний кінь · f1 чорний ферзь | f7 білий пішак · h7 білий король · f5 білий слон · g5 білий слон · h5 білий ферзь · a4 чорна тура · b4 чорний кінь · c4 чорний слон · d4 білий кінь · f4 чорний слон · c3 білий пішак · e3 чорний король · b2 біла тура · d2 білий кінь · f2 чорний пішак · d1 чорна тура · e1 чорний кінь · f1 чорний ферзь | f7 білий пішак · h7 білий король · f5 білий слон · g5 білий слон · h5 білий ферзь · a4 чорна тура · b4 чорний кінь · c4 чорний слон · d4 білий кінь · f4 чорний слон · c3 білий пішак · e3 чорний король · b2 біла тура · d2 білий кінь · f2 чорний пішак · d1 чорна тура · e1 чорний кінь · f1 чорний ферзь | f7 білий пішак · h7 білий король · f5 білий слон · g5 білий слон · h5 білий ферзь · a4 чорна тура · b4 чорний кінь · c4 чорний слон · d4 білий кінь · f4 чорний слон · c3 білий пішак · e3 чорний король · b2 біла тура · d2 білий кінь · f2 чорний пішак · d1 чорна тура · e1 чорний кінь · f1 чорний ферзь | f7 білий пішак · h7 білий король · f5 білий слон · g5 білий слон · h5 білий ферзь · a4 чорна тура · b4 чорний кінь · c4 чорний слон · d4 білий кінь · f4 чорний слон · c3 білий пішак · e3 чорний король · b2 біла тура · d2 білий кінь · f2 чорний пішак · d1 чорна тура · e1 чорний кінь · f1 чорний ферзь | 1 |
|   | a | b | c | d | e | f | g | h |   |

1.Dh6! ~ 2. Lxf4#
1. ... Red3 2. Rxc4#
1. ... Rbd3 2. Rxf1#
1. ... Rg2 2. Dh3#
1. ... Rd5 2. De6#
1. ... Lxg5 2. Dxg5#